# فرانك هوارد دود
فرانك هوارد دود (بالإنجليزية: Frank Howard Dodd)‏ هو ناشر أمريكي، ولد في 12 أبريل 1844 في Bloomfield, New Jersey ‏ في الولايات المتحدة، وتوفي في 10 يناير 1916.